# War Admiral
War Admiral (1934-1959) est un cheval de course pur-sang américain. L'un des plus grands champions de l'histoire des courses, il restera à jamais dans la mémoire collective comme le rival du célèbre Seabiscuit. 

## Carrière de courses
Fils du légendaire Man o'War, War Admiral est né à Lexington dans le Kentucky. Propriété de son éleveur Samuel D. Riddle, qui fut aussi celui de Man O'War, entraîné par George Conway et monté par Charles Kurtsinger, il fit ses débuts à 2 ans en 1936, remportant trois de ses six sorties. Ce petit cheval n'était pas alors considéré comme le ténor de sa génération, rôle dévolu à Pompoon, qui l'avait devancé dans les National Stallion Stakes.  
D'honnête 2 ans, War Admiral allait se métamorphoser l'année suivante en phénomène, demeurant invaincu d'un bout à l'autre de la saison. Il remporta brillamment ses deux premières courses en 1937, mais n'était pas engagé dans le Kentucky Derby, son propriétaire rechignant à courir loin du Maryland et estimant que cette course venait trop tôt dans le programme des 3 ans. Néanmoins, il fit une exception pour War Admiral et l'envoya à Churchill Downs, avec le statut de favori. War Admiral l'emporta aisément devant Pompoon, suscitant des analogies enthousiastes avec son père. Les Preakness Stakes, deuxième manche de la Triple Couronne, se tenait à l'époque une semaine seulement après le Derby. Cela n'empêcha pas le poulain de s'y imposer, à nouveau devant Pompoon, mais plus difficilement, d'une tête. Pour le dernier volet de le Triple Couronne, les Belmont Stakes, War Admiral put se préparer plus longtemps, et n'affronta que six adversaires. Pompoon cette fois baissa pavillon, War Admiral, non sans avoir fait des difficultés pour entrer dans sa stalle de départ, comme il en avait l'habitude, l'emporta par trois longueurs et en signant un temps record, alors qu'il s'avéra s'être blessé en s'agitant dans sa stalle. Il devint ainsi le quatrième cheval à remporter la Triple Couronne après Sir Barton, Gallant Fox et Omaha deux ans plus tôt.   
En raison de sa blessure dans les Belmont Stakes, War Admiral manqua la saison estivale et ne retrouva les pistes qu'en octobre, remportant alors coup sur coup trois nouvelles victoires, dont le Washington Handicap et la première édition du Pimlico Special. Invaincu en huit courses et vainqueur de la Triple Couronne, celui que l'on surnomme "The Admiral" ou "The Mighty Atom", fut naturellement sacré meilleur 3 ans de l'année, mais ravit aussi le titre suprême de Cheval de l'année à un certain Seabiscuit, qui avait brillé autant en Californie que dans les meilleures courses pour chevaux d'âge sur la côte Est.    
Resté à l'entraînement à quatre ans, War Admiral poursuit sa moisson de succès, s'adjugeant huit courses importantes, dont le Whitney Handicap et la Jockey Club Gold Cup. Mais tout au long de l'année, il joue à cache-cache avec Seabiscuit, dont le propriétaire rêve tout haut d'un affrontement pour décider enfin, qui du classique War Admiral ou de Seabiscuit, sorte de Cendrillon du turf dont les exploits lui valent une grande popularité, est le meilleur cheval américain. Finalement, la confrontation réclamée par le public et les médias se tient le 1er novembre 1938. Ce sera le « match du siècle », disputé à Pimlico, en un contre un. War Admiral, semblant invincible, fait figure de grand favori, et pourtant il devra s'incliner nettement, de quatre longueur, vaincu par à la pugnacité de son aîné. Cette défaite ne sonne pas le glas de sa carrière : War Admiral renoue avec le succès dès sa sortie suivante, puis effectue une rentrée victorieuse en 1939. Mais ce sera sa dernière apparition, une grave blessure l'obligeant à une retraite anticipée.
War Admiral est admis au Hall of Fame des courses américaines en 1958, la même année que Seabiscuit. Sur la liste des 100 meilleurs chevaux de sport hippique américain du XXe siècle établie en 1999 par le magazine The Blood-Horse, il occupe le 13e rang, Seabiscuit étant classé en 25e position.

### Résumé de carrière
| Date         | Hippodrome        | Pays        | Course                   | Distance    | Jockey        | Place       | Écart       | Vainqueur ou deuxième |
| 1936, 2 ans  | 1936, 2 ans       | 1936, 2 ans | 1936, 2 ans              | 1936, 2 ans | 1936, 2 ans   | 1936, 2 ans | 1936, 2 ans | 1936, 2 ans           |
| ------------ | ----------------- | ----------- | ------------------------ | ----------- | ------------- | ----------- | ----------- | --------------------- |
| 25 avril     | Havre de Grace    | États-Unis  | Maiden                   | 800 m       | M. Peters     | 1er / 10    | nez         | Sonny Joe             |
| 21 mai       | Belmont Park      | États-Unis  | Allowance                | 1 000 m     | J. Westrope   | 1er / 8     | 2           | Scintillator          |
| 6 juin       | Belmont Park      | États-Unis  | National Stallion Stakes | 1 000 m     | J. Westrope   | 3e / 10     | 2 ½         | Pompoon               |
| 1er juillet  | Aqueduct          | États-Unis  | Great American Stakes    | 1 200 m     | C. Kurtsinger | 2e / 8      | 1 ½         | Fairy Hill            |
| 19 septembre | Havre de Grace    | États-Unis  | Eastern Shore Handicap   | 1 200 m     | C. Kurtsinger | 1er / 15    | 5           | Orientalist           |
| 10 octobre   | Laurel Park       | États-Unis  | Richard Johnson Handicap | 1 200 m     | C. Kurtsinger | 2e / 10     | 1 ½         | Bottle Cap            |
| 1937, 3 ans  |                   |             |                          |             |               |             |             |                       |
| 13 avril     | Havre de Grace    | États-Unis  | Allowance                | 1 200 m     | C. Kurtsinger | 1er / 6     | 2 ½         | Clingendaal           |
| 24 avril     | Havre de Grace    | États-Unis  | Chesapeake Stakes        | 1 700 m     | C. Kurtsinger | 1er / 7     | 6           | Court Scandal         |
| 8 mai        | Churchill Downs   | États-Unis  | Kentucky Derby           | 2 000 m     | C. Kurtsinger | 1er / 20    | 1 ¾         | Pompoon               |
| 15 mai       | Pimlico           | États-Unis  | Preakness Stakes         | 1 900 m     | C. Kurtsinger | 1er / 8     | tête        | Pompoon               |
| 5 juin       | Belmont Park      | États-Unis  | Belmont Stakes           | 2 400 m     | C. Kurtsinger | 1er / 7     | 3           | Sceneshifter          |
| 26 octobre   | Laurel Park       | États-Unis  | Allowance                | 1 700 m     | C. Kurtsinger | 1er / 8     | 2 ½         | Aneroid               |
| 30 octobre   | Laurel Park       | États-Unis  | Washington Handicap      | 2 000 m     | C. Kurtsinger | 1er / 7     | 1 ½         | Heelfly               |
| 3 novembre   | Pimlico           | États-Unis  | Pimlico Special          | 1 900 m     | C. Kurtsinger | 1er / 4     | 1 ½         | Zevson                |
| 1938, 3 ans  |                   |             |                          |             |               |             |             |                       |
| 19 février   | Hialeah Park      | États-Unis  | Allowance                | 1 400 m     | C. Kurtsinger | 1er / 6     | 1 ½         | Sir Oracle            |
| 5 mars       | Hialeah Park      | États-Unis  | Widener Handicap         | 2 000 m     | C. Kurtsinger | 1er / 13    | 1 ½         | Zevson                |
| 6 juin       | Aqueduct          | États-Unis  | Queen's County Handicap  | 1 600 m     | C. Kurtsinger | 1er / 4     | 1 body      | Snark                 |
| 29 juin      | Suffolk Downs     | États-Unis  | Massachusetts Handicap   | 1 800 m     | C. Kurtsinger | 4e / 6      | 8 ¼         | Menow                 |
| 27 juillet   | Saratoga          | États-Unis  | Wilson Stakes            | 1 600 m     | C. Kurtsinger | 1er / 3     | 8           | Fighting Fox          |
| 30 juillet   | Saratoga          | États-Unis  | Saratoga Handicap        | 2 000 m     | C. Kurtsinger | 1er / 5     | enc.        | Esposa                |
| 20 août      | Saratoga          | États-Unis  | Whitney Handicap         | 2 000 m     | W. D. Wright  | 1er / 3     | 1           | Esposa                |
| 27 août      | Saratoga          | États-Unis  | Saratoga Cup             | 2 800 m     | M. Peters     | 1er / 3     | 4           | Esposa                |
| 1er octobre  | Belmont Park      | États-Unis  | Jockey Club Gold Cup     | 3 200 m     | W. D. Wright  | 1er / 3     | 3           | Magic Hour            |
| 1er novembre | Pimlico           | États-Unis  | Pimlico Special          | 1 900 m     | C. Kurtsinger | 2e / 2      | 4           | Seabiscuit            |
| 12 novembre  | Narragansett Park | États-Unis  | Rhode Island Handicap    | 1 800 m     | C. Kurtsinger | 1er / 6     | 2 ½         | Mucho Gusto           |
| 1939, 5 ans  |                   |             |                          |             |               |             |             |                       |
| 18 février   | Hialeah Park      | États-Unis  | Allowance                | 1 400 m     | W. D. Wright  | 1er / 3     | 1/2         | Pasteurized           |

## Au haras
Devenu étalon, War Admiral brillera encore dans cet exercice, devenant tête de liste des étalons américains en 1945. Il produira beaucoup de bons 2 ans (il fut tête de liste des pères de 2 ans en 1948), et plusieurs champions, dont la grande Busher, cheval de l'année en 1945, classée 40 sur la liste des 100 meilleurs chevaux américains du XXe siècle. Bien que la lignée mâle de War Admiral a disparu, il a su être influent au stud grâce à ses filles, comme le prouvent ses deux titres de tête de liste des père de mères en 1962 et 1964. Aussi, il reste présent dans les lignées maternelles de nombreux champions, tels les vainqueurs de Triple Couronne Affirmed, Seattle Slew et American Pharoah, mais aussi Dr Fager, Cigar ou Zenyatta. 

## Origines
Si Man o'War, le père de War Admiral, fut l'un des plus fameux champions de l'histoire des courses américaines, sa mère Brushup en revanche, ne put briller sur les pistes. Et au haras non plus, car hormis War Admiral, aucun de ses autres produits, cinq pouliches par Man o'War, restèrent anonymes.

### Pedigree
| Origines de War Admiral (USA), mâle bai né en 1934 | Origines de War Admiral (USA), mâle bai né en 1934 | Origines de War Admiral (USA), mâle bai né en 1934 | Origines de War Admiral (USA), mâle bai né en 1934 |
| -------------------------------------------------- | -------------------------------------------------- | -------------------------------------------------- | -------------------------------------------------- |
| Père Man o'War                                     | Fair Play 1905                                     | Hastings 1893                                      | Spendthrift                                        |
| Père Man o'War                                     | Fair Play 1905                                     | Hastings 1893                                      | Cinderella                                         |
| Père Man o'War                                     | Fair Play 1905                                     | Fairy Gold 1896                                    | Bend Or                                            |
| Père Man o'War                                     | Fair Play 1905                                     | Fairy Gold 1896                                    | Dame Masham                                        |
| Père Man o'War                                     | Mahubah 1910                                       | Rock Sand 1900                                     | Sainfoin                                           |
| Père Man o'War                                     | Mahubah 1910                                       | Rock Sand 1900                                     | Roquebrune                                         |
| Père Man o'War                                     | Mahubah 1910                                       | Merry Token 1891                                   | Merry Hampton                                      |
| Père Man o'War                                     | Mahubah 1910                                       | Merry Token 1891                                   | Mizpah                                             |
| Mère Brushup 1929                                  | Sweep 1907                                         | Ben Brush                                          | Bramble                                            |
| Mère Brushup 1929                                  | Sweep 1907                                         | Ben Brush                                          | Roseville                                          |
| Mère Brushup 1929                                  | Sweep 1907                                         | Pink Domino                                        | Domino                                             |
| Mère Brushup 1929                                  | Sweep 1907                                         | Pink Domino                                        | Belle Rose                                         |
| Mère Brushup 1929                                  | Annette 1921                                       | Harry of Hereford                                  | John O'Gaunt                                       |
| Mère Brushup 1929                                  | Annette 1921                                       | Harry of Hereford                                  | Canterbury Pilgrim                                 |
| Mère Brushup 1929                                  | Annette 1921                                       | Bathing Girl                                       | Spearmint                                          |
| Mère Brushup 1929                                  | Annette 1921                                       | Bathing Girl                                       | Summer Girl (famille 11-g)                         |